# 황조십이전

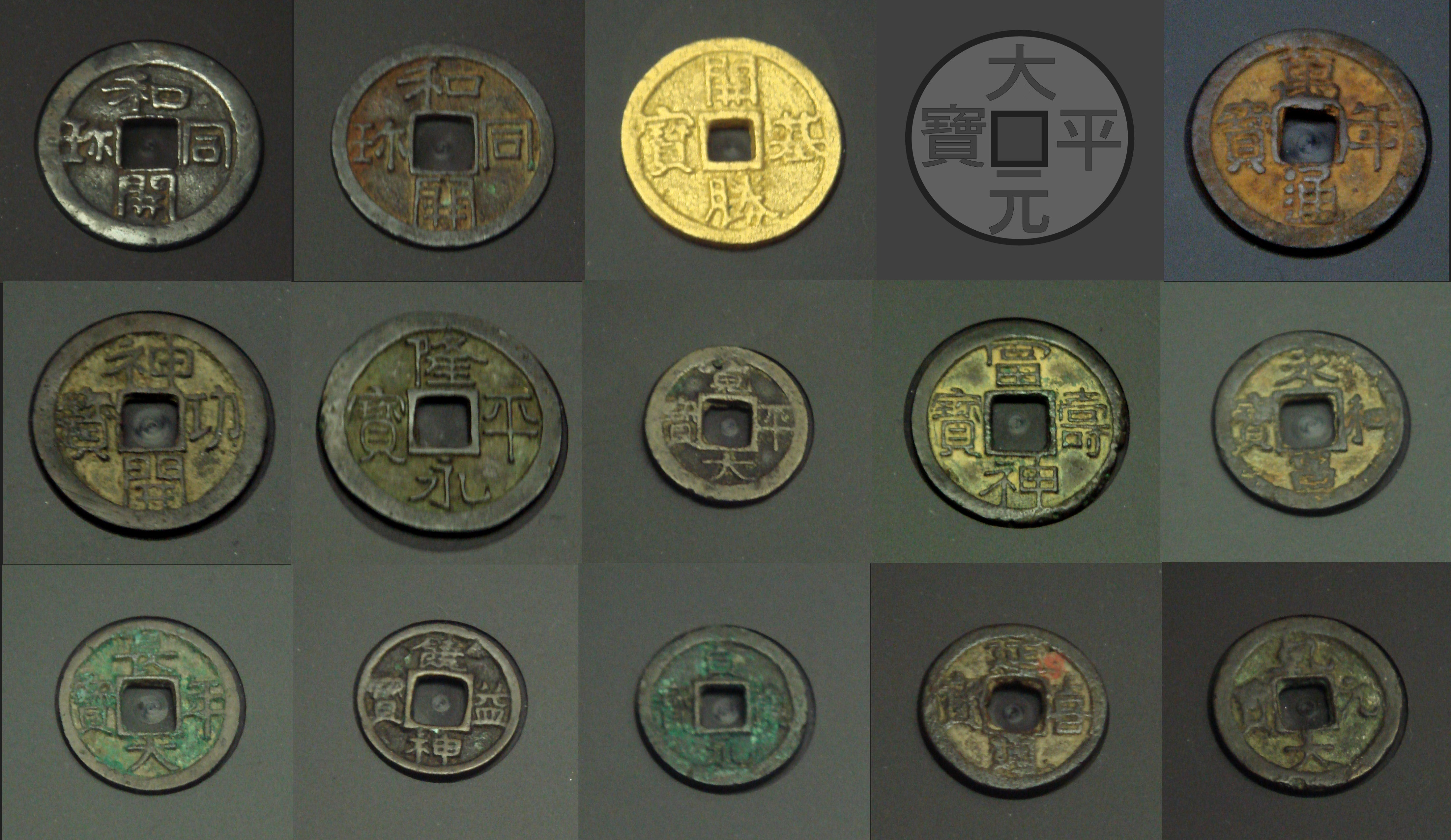
황조십이전들과 개기승보. 대평원보는 실물이 없어서 빠졌다.

황조십이전(일본어: 皇朝十二銭 코쵸쥬니센[*])은 708년(와도 원년)에서 963년(오와 3년)에 걸쳐 율령국가 일본에서 주조된 12종류의 동전의 총칭이다.
황조십이전은 이하 발행순서대로 나열된 12종 동전의 총칭이다. 모두 모형은 원형에 중앙에 정사각형 구멍이 뚫린 원형방공 형식이다. 화폐가치는 율령정부에서 정한 통화단위인 1문(文)으로 통용되었다. 그 밖에 금화인 개기승보와 은화인 대평원보가 만년통보와 동시(760년)에 주조되었는데, 동전과 달리 널리 유통된 것은 아니고 동전의 통용가치를 높이기 위한 보여주기용 돈이었다는 설이 있다.
1. 708년(화동 원년) 화동개진
2. 760년(천평보자 4년) 만년통보
3. 765년(천평신호 원년) 신공개보
4. 796년(연력 15년) 융평영보
5. 818년(홍인 9년) 부수신보
6. 835년(승화 2년) 승화창보
7. 848년(가상 원년) 장년대보
8. 859년(정관 원년) 요익신보
9. 870년(정관 12년) 정관영보
10. 890년(감평 2년) 감평대보
11. 907년(연희 7년) 연희통보
12. 958년(천덕 2년) 건원대보